# Craugastor coffeus
Craugastor coffeus är en groddjursart som först beskrevs av James R. McCranie och Köhler 1999.  Craugastor coffeus ingår i släktet Craugastor och familjen Craugastoridae. IUCN kategoriserar arten globalt som akut hotad. Inga underarter finns listade i Catalogue of Life.